# Abeka
Abeka Book, LLC, conocida como A Beka Book hasta 2017, es una editorial estadounidense afiliada a Pensacola Christian College (PCC) que produce materiales curriculares K-12 que utilizan las familias cristianas y las familias que educan en el hogar en todo el mundo. Lleva el nombre de Rebekah Horton, esposa del presidente de la universidad , Arlin Horton . En la década de 1980, Abeka y BJU Press(anteriormente Bob Jones University Press) eran las dos principales editoriales de materiales educativos basados en el cristianismo en Estados Unidos.

## Historia

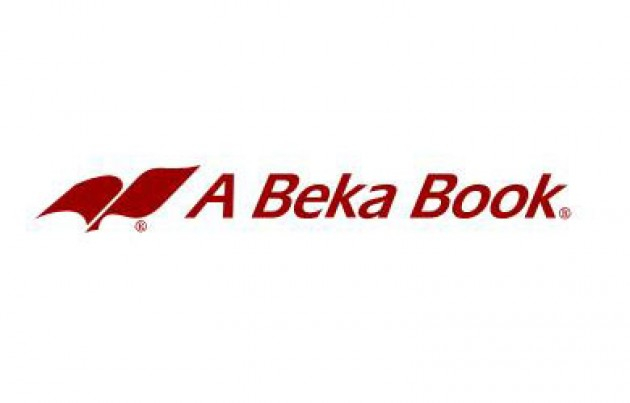
Un logotipo de Beka Book utilizado hasta 2017

La empresa comenzó en 1972 como A Beka Book. En 2017, la empresa cambió su nombre a Abeka. El programa de video Abeka Academy está en DVD y se transmite en la web. Su logo anterior muestra un diseño de libro del actual que fue optimizado.[cita requerida]

## Acreditación
El programa de video de Abeka (Abeka Academy) y el programa tradicional dirigido por padres están acreditados  por las comisiones de escuelas primarias y secundarias de la Asociación de colegios y escuelas de Middle States (MSA-CESS) y por la Asociación de colegios y escuelas cristianos de Florida ( FACC).

## Crítica
Algunos libros de texto de Abeka han sido criticados por educadores por carecer de rigor académico y adoptar posiciones contrarias o reactivas hacia su tema. En 2018, expertos de la Universidad de Florida y la Universidad de Florida Central criticaron el contenido de los libros de texto de Abeka por ser notablemente más simples y menos desafiantes que el contenido de libros de texto comparables que se usan en las escuelas públicas. 

## Resolución de Estado Fiscal
Entre 1988 y 1996, A Beka Book estuvo exento de impuestos porque sus ganancias se canalizaron hacia PCC como una organización religiosa o institución educativa exenta de impuestos. En enero de 1995, el Servicio de Impuestos Internos de EE. UU. dictaminó que el brazo editorial de la universidad estaba sujeto a impuestos como entidad lucrativa. El IRS dictaminó además que las ganancias del brazo editorial beneficiaron a la organización en su conjunto, porque tanto A Beka Book como PCC estaban bajo la misma organización y que todas las ganancias de A Beka Book fueron directamente a PCC, constituyendo el 60% de los ingresos de la universidad. El efecto de este fallo hizo que la editorial no fuera elegible para el estado de exención de impuestos en el futuro.